# Мауно Коивисто
Мауно Хенрик Коивисто (фин. Mauno Henrik Koivisto; Турку, 25. новембар 1923 − Хелсинки, 12. мај 2017) био је фински политичар, који је служио као девети председник Финске од 1982. године до 1994. године и премијер од 1968. године до 1970. године, те од 1979. године до 1982. године. Био је први фински председник из редова Социјалдемократске партије Финске.

## Биографија

### Младост
Рођен је 1923. године у Туркуу, у породици дрводеље у бродоградилишту. Након завршетка основне школе, радио је на разним пословима. По избијању Зимског рата, као 16-годишњак, био је припадник ватрогасне јединице. Током Совјетско-финског рата (1941—1944), служио је у пешадијском одреду „Терни“. Током рата, примио је Орден крста слободе 2. реда и унапређен чин у поручника.
Након рата је неко време радио као дрводеља, али се убрзо укључио у политику, поставши члан Социјалдемократске партије Финске. На јесен 1948, запослио се у луци Туркуа, где је ускоро догурао до позиције шефа уреда за рад, посао који је радио до 1951. године.

### Банкар и политичар
Коивисто је уз посао наставио и да се образује. Године 1951, постао је учитељ у основној школи, а 1952. године се оженио с Таими Канканранта. У овом је периоду завршио и студије на Универзитету у Туркуу, дипломиравши на пољу хуманистичких наука 1953. године и с циљем да буде социолог. Три године касније је докторирао на теми друштвених односа у морској луци у Туркуу. Тада је био и члан градског већа Туркуа. Године 1957. се запослио као банкар, а до 1968. је постао председник одбора Банке Финске и обављао овај посао до 1982. године.
Победом социјалдемократа 1966. године, формирана је влада Рафаела Пасија, у којој је Коивисто био министар финансија. Међутим, тада је велик део чланства СДП био незадовољан Пасијевим вођством, па се Коивисто убрзо убрзо испољио као нови кандидат за председника партије; наследио је Пасија на месту премијера 22. марта 1968. године. На парламентарним изборима 1979, поново је био изабран за премијера. У овом је раздобљу међу финском јавношћу почело да преовладава незадовољство владавином дугогодишњег председника Урха Кеконена; многи су видели Коивиста као његовог потенцијалног наследника на месту председника. Кеконен је у пролеће 1981. године покушао да окупи око себе утицајне политичаре који би му помогли да сруши Коивиста с функције премијера, али безуспешно; Кеконен више није имао јаког утицаја у политици да постигне тако нешто. Касније, исте године, Кеконен је оболео и није био спосбан да адекватно врши председничку дужност, па је Коивисто преузео функцију вршиоца дужности председника; ускоро се укључио и у председничку кампању.
На дан избора, 167 од 301 гласача у Изборној скупштини, гласало је за Коивистоа као новог председника, док је његов други најближи такмичар био Хари Холкери са 58 добивених гласова. Коивисто је тако постао први социјалдемократ изабран за председника Финске.

### Председник
Као председник, није се толико истицао и користио се мање ауторитативном политичком тактиком за разлику од свог претходника Кеконена; истицано је да је уздржавањем од многих председничких повластица тако започео ново поглавље у историји финског парламентаризма. Што се тиче спољних односа првенствено са Совјетским Савезом, ту је задржао Кеконенову линију добросуседских односа све до његова распада 1991. године.
У моментима распада Совјетског Савеза, док су балтичке државе проглашавале независност, Коивисто се држао политичке неутралности и одбио да јавно подржи њихове покрете за независност, али је њиховим члановима било допуштено деловање из Финске. Финска је признала независност балтичких држава тек након што су то учиниле веће државе у свету.
Коивисто је с променама у источној Европи ојачао суверентитет Финске, укинувши 1990. споразум о ограниченом наоружању финске војске из 1947. године и 1991. поништио Совјетско-фински споразум из 1948, упоредо с распадом Совјетског Савеза.
Изборна комисија је у другом кругу поново изабрала Коивистоа за председника са 189 од укупно 301 гласа. Године 1992, покренуо је процес приступања Финске тадашњој Европској заједници. Преговори о приступању завршени су таман у последњим данима Коивистовог председничког мандата. Међутим, тада му је значајно опала популарност међу народом због економске кризе која је захватила Финску почетком 1990-их. Мандат му је истекао 1994. године, а на месту председника наследио га је Марти Ахтисари.

### Постпредседнички живот
Године 2009, одбио је да се извини влади Естоније за то што његова администрација 1990. године није подржала жељу за независношћу Естоније.
Марта 2010. године, био је хоспитализован због срчане аритмије, али је пуштен из болнице за мање од недеље дана.